# Clavularia bathybius
Clavularia bathybius is een zachte koraalsoort uit de familie Clavulariidae. De koraalsoort komt uit het geslacht Clavularia. Clavularia bathybius werd in 1870 voor het eerst wetenschappelijk beschreven door Saville Kent. 